# Acronacantha nubilipennis
Acronacantha nubilipennis là một loài ruồi trong họ Tachinidae.